# Oxid de mangan (III)
Oxidul de mangan (III) este un compus chimic cu formula Mn2O3. Este unul din oxizii manganului, alături de oxidul de mangan(IV) și oxidul de mangan(VII), acest metal având mai multe valențe. Se găsește în natură ca mineral bixbyit   și este utilizat în producerea de ferite și termistori .